# Florentin-la-Capelle
Florentin-la-Capelle est une commune française  située dans le département de l'Aveyron en région Occitanie et le Pays Haut Rouergue. Elle fait partie de l'ancienne province du Rouergue où l'on communiquait grâce à une forme d'occitan languedocien : le dialecte rouergat.

## Géographie

### Généralités

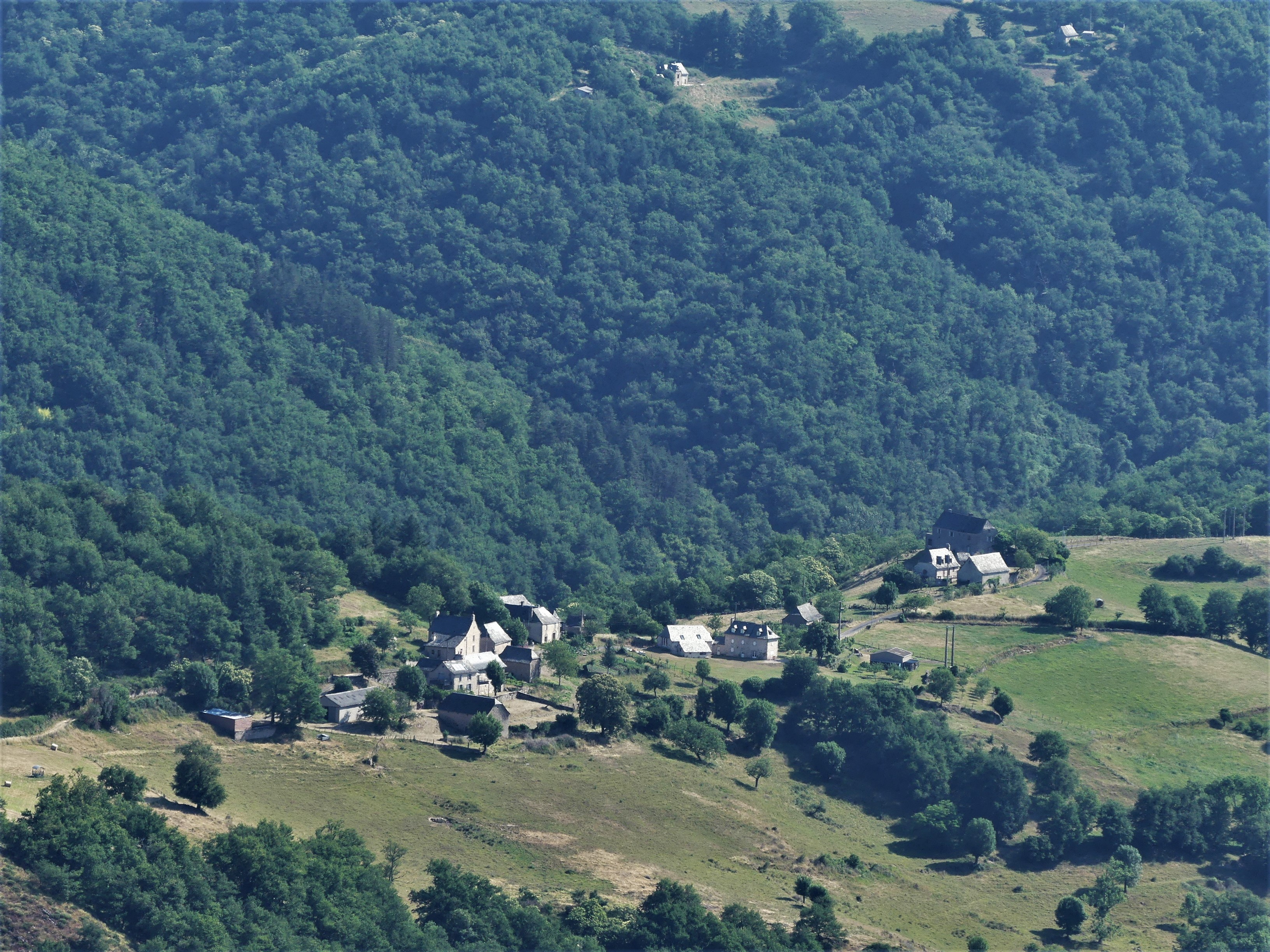
Le hameau de Montcausson à Florentin-la-Capelle.

Au centre-sud du Massif central, dans le nord du département de l'Aveyron, sur le plateau de la Viadène, la commune de Florentin-la-Capelle s'étend sur 36,80 km2. Elle est bordée au sud-est par le Lot, au sud par son affluent, le ruisseau d'Amarou, et au nord par un affluent de la Truyère, la Selves, dont une partie dans la retenue du barrage de Maury. Leurs vallées tracent de profondes entailles dans le plateau, créant de forts dénivelés.
L'altitude minimale, 230 mètres, se trouve à l'extrême ouest, là où le Lot quitte la commune et entre sur celle d'Entraygues-sur-Truyère. L'altitude maximale avec 803 mètres est localisée au sud-est, près du lieu-dit leThomas.
Traversé par la route départementale (RD) 605, le bourg de Florentin est situé, en distances orthodromiques, cinq kilomètres et demi à l'est-sud-est d'Entraygues-sur-Truyère et seize kilomètres au nord-ouest d'Espalion. Quatre kilomètres et demi au nord-est de Florentin, le bourg de la Capelle est traverse par la RD 599.
Le territoire communal est également desservi par les RD 42 et 97 ainsi que par la RD 920, principal axe routier de la commune, qui suit la vallée du Lot.

### Communes limitrophes
Florentin-la-Capelle est limitrophe de six autres communes.
|                        | Campouriez           | Saint-Amans-des-Cots |
| Entraygues-sur-Truyère | Florentin-la-Capelle | Montpeyroux          |
| Golinhac               | Le Nayrac            |                      |

### Climat
Pour des articles plus généraux, voir Climat de l'Occitanie et Climat de l'Aveyron.
En 2010, le climat de la commune est de type climat des marges montargnardes, selon une étude s'appuyant sur une série de données couvrant la période 1971-2000. En 2020, Météo-France publie une typologie des climats de la France métropolitaine dans laquelle la commune est exposée à un climat de montagne et est dans la région climatique Sud-est du Massif Central, caractérisée par une pluviométrie annuelle de 1 000 à 1 500 mm, minimale en été, maximale en automne.
Pour la période 1971-2000, la température annuelle moyenne est de 10,7 °C, avec une amplitude thermique annuelle de 15,7 °C. Le cumul annuel moyen de précipitations est de 1 175 mm, avec 11,7 jours de précipitations en janvier et 7,3 jours en juillet. Pour la période 1991-2020, la température moyenne annuelle observée sur la station météorologique la plus proche, située sur la commune d'Entraygues-sur-Truyère à 5 km à vol d'oiseau, est de 13,3 °C et le cumul annuel moyen de précipitations est de 1 116,3 mm,. Pour l'avenir, les paramètres climatiques de la commune estimés pour 2050 selon différents scénarios d'émission de gaz à effet de serre sont consultables sur un site dédié publié par Météo-France en novembre 2022.

## Urbanisme

### Typologie
Au 1er janvier 2024, Florentin-la-Capelle est catégorisée commune rurale à habitat très dispersé, selon la nouvelle grille communale de densité à 7 niveaux définie par l'Insee en 2022.
Elle est située hors unité urbaine et hors attraction des villes,.

## Toponymie

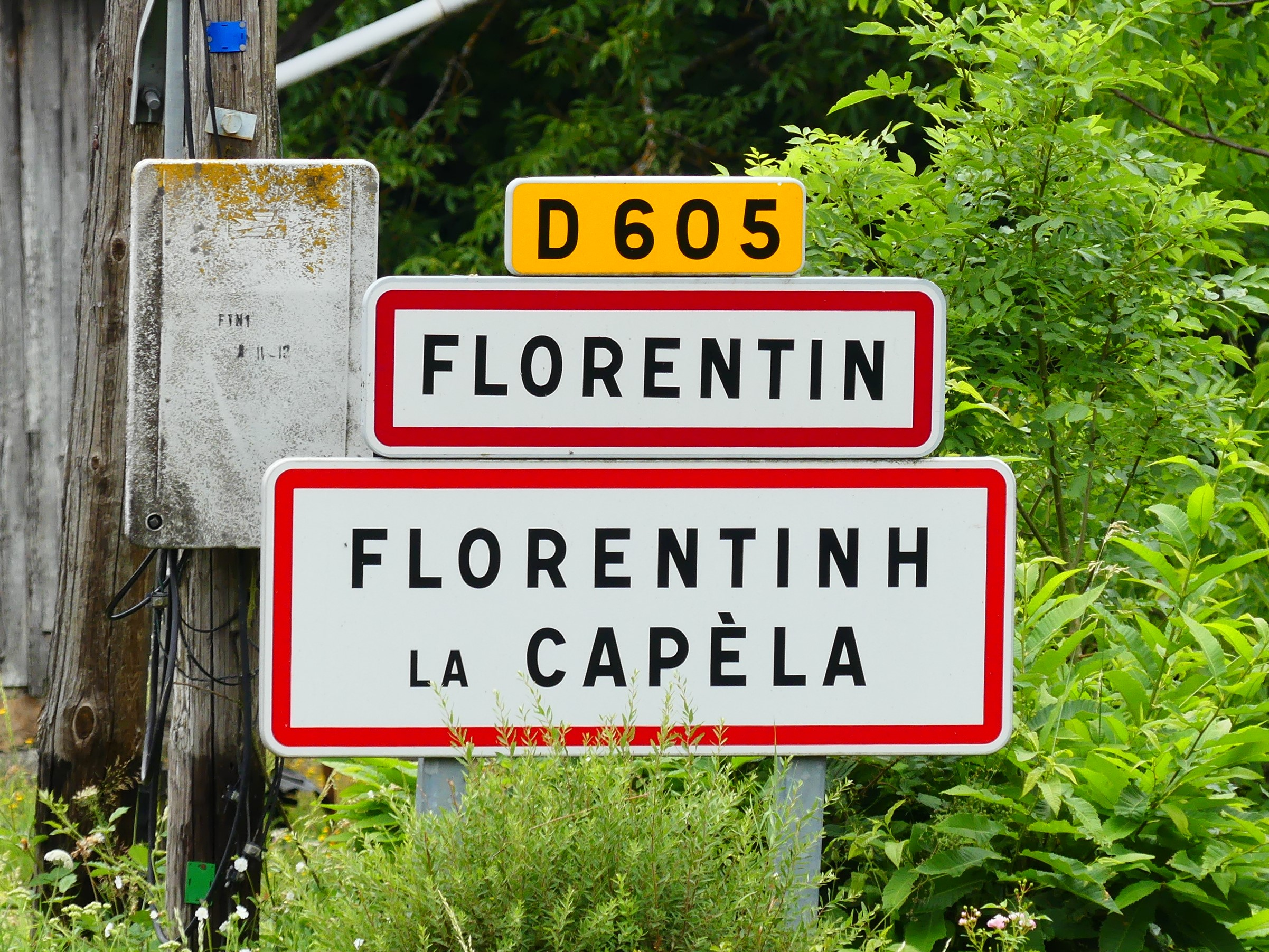
Panneau d'entrée au bourg de Florentin.

En occitan, la commune porte le nom de Florentinh la Capèla.

## Histoire
Le peuplement humain est ancien. Du matériel mésolithique a été trouvé au Puy de Montabès. Au Moyen Âge, l'essentiel du territoire de la commune actuelle entre dans la dépendance des comtes d'Entraygues, jusqu'à la Révolution. Les plus anciens actes connus concernent des donations religieuses, à partir du XIe siècle. Les premières sont en faveur de l'abbaye bénédictine de Conques, qui fut supplantée par le monastère cistercien de Bonneval (donation du comte de Rodez en 1176) et le monastère augustin de Montsalvy. En 1283, Montsalvy céda à Bonneval des mas proches de la Capelle.

### Les paroisses
Le territoire actuel de la commune était principalement partagé entre les paroisses de Florentin à l'ouest et de la Capelle à l'est, mais une petite fraction nord-ouest relevait de Bès-Bedène (chef-lieu dans la commune actuelle de Campouriez) et le village de Prévinquières dépendait d'Entraygues. La paroisse de Florentin comptait environ 1 000 habitants en 1771, dont 80 à Florentin. Celle de la Capelle n'avait que 314 habitants à la même date. L'église et le presbytère étaient à l'écart du principal village qui s'appelait Lougarde. Un château se trouvait seul dans un lieu appelé curieusement Neuve-Église, bien qu'il n'y ait qu'une chapelle castrale. De ce fait, la paroisse était nommée La Capelle-Neuvéglise.

### Les seigneuries et les communautés
La commune correspond à la réunion de trois communautés de l'Ancien Régime : Florentin-et-La-Capelle, Ayssiols-de-Montézic et Montcausson.
La communauté de Florentin-et-La-Capelle fut créée au XVIIIe siècle, lors du démembrement de la grande communauté d'Entraygues, correspondant à la seigneurie du comte d'Entraygues. Ce démembrement a été réalisé sur des bases plus anciennes puisque le compois-cadastre formait un volume particulier de celui d'Entraygues en 1664.
La communauté d'Ayssiols comprenait trois hameaux situés au nord-ouest de la commune actuelle (Ayssiols, Méjamonteil et Saluéjouls).
La communauté de Montcausson était un membre de celle de Cros-Marcenac, elle correspondait à l'ouest de la commune actuelle (Montcausson, Prévinquières, les Costes, les Cayrouzes).

### Naissance de la commune
En 1790, au début de la Révolution française, est créée la commune de Florentin, correspondant à la communauté de Florentin-et-La-Capelle. En 1792, elle fusionne avec Montcausson. En 1833, lui est adjointe la commune d'Ayssiols-de-Montézic, jusqu'alors rattachée à la mairie de Volonzac, aujourd'hui commune de Campouriez. C'est en 1919 que la commune prend le nom de Florentin-la-Capelle.

## Politique et administration

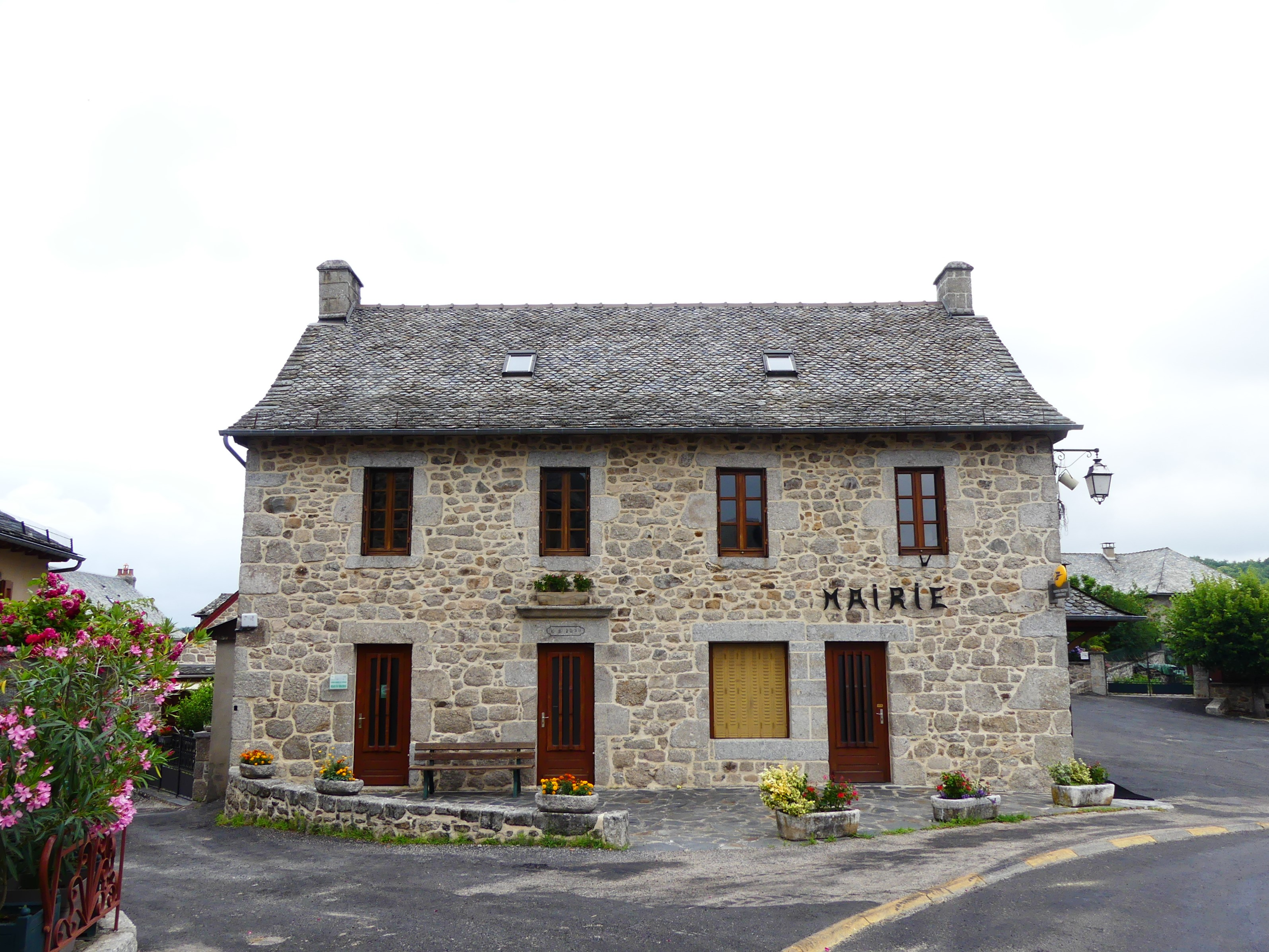
La mairie en 2017.

| Période                                  | Période   | Identité       | Étiquette | Qualité                             |
| ---------------------------------------- | --------- | -------------- | --------- | ----------------------------------- |
|                                          | 1995      | Marcel Froment |           | Tisserand                           |
| 1995                                     | mars 2008 | Georges Bruel  |           | hongreur                            |
| mars 2008                                | 2014      | Robert Couderc |           |                                     |
| mars 2014                                | En cours  | Lucien Veyre,  |           | Agriculteur sur petite exploitation |
| Les données manquantes sont à compléter. |           |                |           |                                     |

## Démographie
L'évolution du nombre d'habitants est connue à travers les recensements de la population effectués dans la commune depuis 1793. Pour les communes de moins de 10 000 habitants, une enquête de recensement portant sur toute la population est réalisée tous les cinq ans, les populations de référence des années intermédiaires étant quant à elles estimées par interpolation ou extrapolation. Pour la commune, le premier recensement exhaustif entrant dans le cadre du nouveau dispositif a été réalisé en 2004.

En 2022, la commune comptait 281 habitants, en évolution de +0,72 % par rapport à 2016 (Aveyron : +0,37 %, France hors Mayotte : +2,11 %).
| 1793  | 1800  | 1806  | 1821  | 1831  | 1836  | 1841  | 1846  | 1851  |
| ----- | ----- | ----- | ----- | ----- | ----- | ----- | ----- | ----- |
| 1 000 | 1 093 | 1 236 | 1 132 | 1 157 | 1 307 | 1 330 | 1 376 | 1 329 |

| 1856  | 1861  | 1866  | 1872  | 1876  | 1881  | 1886  | 1891  | 1896  |
| ----- | ----- | ----- | ----- | ----- | ----- | ----- | ----- | ----- |
| 1 298 | 1 268 | 1 295 | 1 294 | 1 259 | 1 293 | 1 358 | 1 181 | 1 123 |

| 1901  | 1906  | 1911  | 1921  | 1926 | 1931 | 1936 | 1946 | 1954 |
| ----- | ----- | ----- | ----- | ---- | ---- | ---- | ---- | ---- |
| 1 112 | 1 113 | 1 102 | 1 000 | 927  | 789  | 777  | 784  | 695  |

| 1962 | 1968 | 1975 | 1982 | 1990 | 1999 | 2004 | 2006 | 2009 |
| ---- | ---- | ---- | ---- | ---- | ---- | ---- | ---- | ---- |
| 663  | 532  | 468  | 434  | 401  | 373  | 339  | 331  | 327  |

| 2014 | 2019 | 2022 | - | - | - | - | - | - |
| ---- | ---- | ---- | - | - | - | - | - | - |
| 288  | 282  | 281  | - | - | - | - | - | - |

## Économie

### Revenus
En 2018  (données Insee publiées en septembre 2021), la commune compte 145 ménages fiscaux, regroupant 293 personnes. La médiane du revenu disponible par unité de consommation est de 17 190 € (20 640 € dans le département).

### Emploi
| Division       | 2008  | 2013  | 2018  |
| -------------- | ----- | ----- | ----- |
| Commune        | 5,6 % | 6,3 % | 3,5 % |
| Département    | 5,4 % | 7,1 % | 7,1 % |
| France entière | 8,3 % | 10 %  | 10 %  |

En 2018, la population âgée de 15 à 64 ans s'élève à 141 personnes, parmi lesquelles on compte 74,7 % d'actifs (71,1 % ayant un emploi et 3,5 % de chômeurs) et 25,3 % d'inactifs,. En  2018, le taux de chômage communal (au sens du recensement) des 15-64 ans est inférieur à celui de la France et département, alors qu'en 2008 il était supérieur à celui du département et inférieur à celui de la France.
La commune est hors attraction des villes,. Elle compte 61 emplois en 2018, contre 66 en 2013 et 75 en 2008. Le nombre d'actifs ayant un emploi résidant dans la commune est de 102, soit un indicateur de concentration d'emploi de 59,3 % et un taux d'activité parmi les 15 ans ou plus de 42,5 %.
Sur ces 102 actifs de 15 ans ou plus ayant un emploi, 56 travaillent dans la commune, soit 54 % des habitants. Pour se rendre au travail, 62,1 % des habitants utilisent un véhicule personnel ou de fonction à quatre roues, 7,7 % s'y rendent en deux-roues, à vélo ou à pied et 30,1 % n'ont pas besoin de transport (travail au domicile).

### Activités hors agriculture
27 établissements sont implantés  à Florentin-la-Capelle au 31 décembre 2019. Le tableau ci-dessous en détaille le nombre par secteur d'activité et compare les ratios avec ceux du département,.
Le secteur de l'industrie manufacturière, des industries extractives et autres est prépondérant sur la commune puisqu'il représente 44,4 % du nombre total d'établissements de la commune (12 sur les 27 entreprises implantées  à Florentin-la-Capelle), contre 17,7 % au niveau départemental.

### Agriculture
La commune est dans la « Viadène et vallée du Lot », une petite région agricole occupant le nord-ouest du département de l'Aveyron. En 2020, l'orientation technico-économique de l'agriculture  sur la commune est l'élevage de bovins, pour la viande.
|               | 1988  | 2000  | 2010  | 2020  |
| ------------- | ----- | ----- | ----- | ----- |
| Exploitations | 59    | 41    | 35    | 31    |
| SAU (ha)      | 2 041 | 2 181 | 2 387 | 2 519 |

Le nombre d'exploitations agricoles en activité et ayant leur siège dans la commune est passé de 59 lors du recensement agricole de 1988  à 41 en 2000 puis à 35 en 2010 et enfin à 31 en 2020, soit une baisse de 47 % en 32 ans. Le même mouvement est observé à l'échelle du département qui a perdu pendant cette période 51 % de ses exploitations,. La surface agricole utilisée sur la commune a quant à elle augmenté, passant de 2 041 ha en 1988 à 2 519 ha en 2020. Parallèlement la surface agricole utilisée moyenne par exploitation a augmenté, passant de 35 à 81 ha.

## Culture locale et patrimoine

### Lieux et monuments
- Église Saint-Laurent de Florentin, de la fin du XVe siècle. Le clocher-peigne abrite une cloche de 1642 classée au titre des monuments historiques[25]. Un souterrain fut découvert en 1844. Il reliait l'église à l'ancien château, disparu.
- Église Saint-Pierre de la Capelle du XVe siècle.
- Château de Neuvéglise, remanié à l'époque moderne. Il appartenait aux comtes d'Entraygues.
- Vestiges du château de Montcausson (tourelle Renaissance).
- La salle des fêtes construite par les habitants du village.

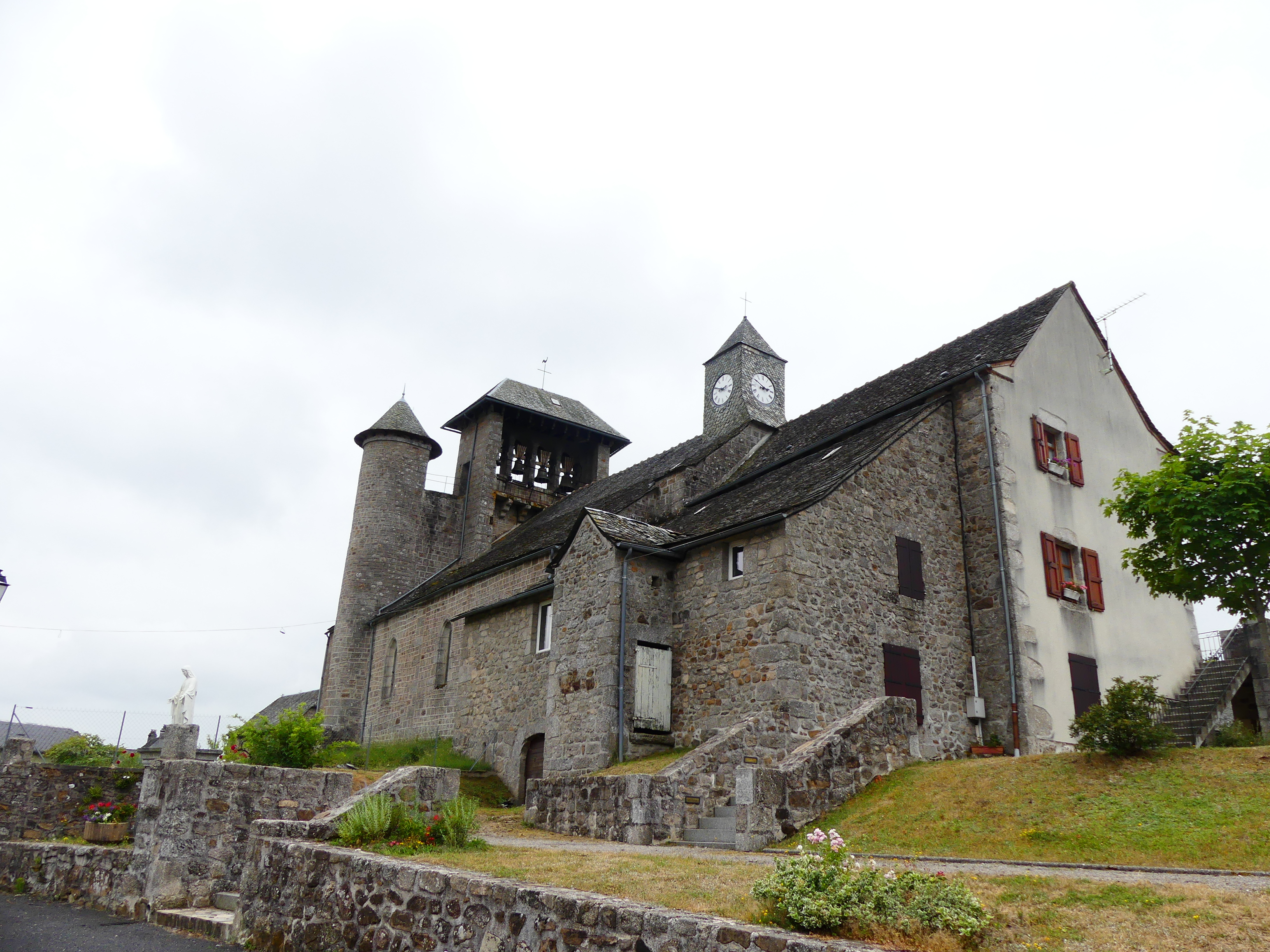
L'église Saint-Laurent.
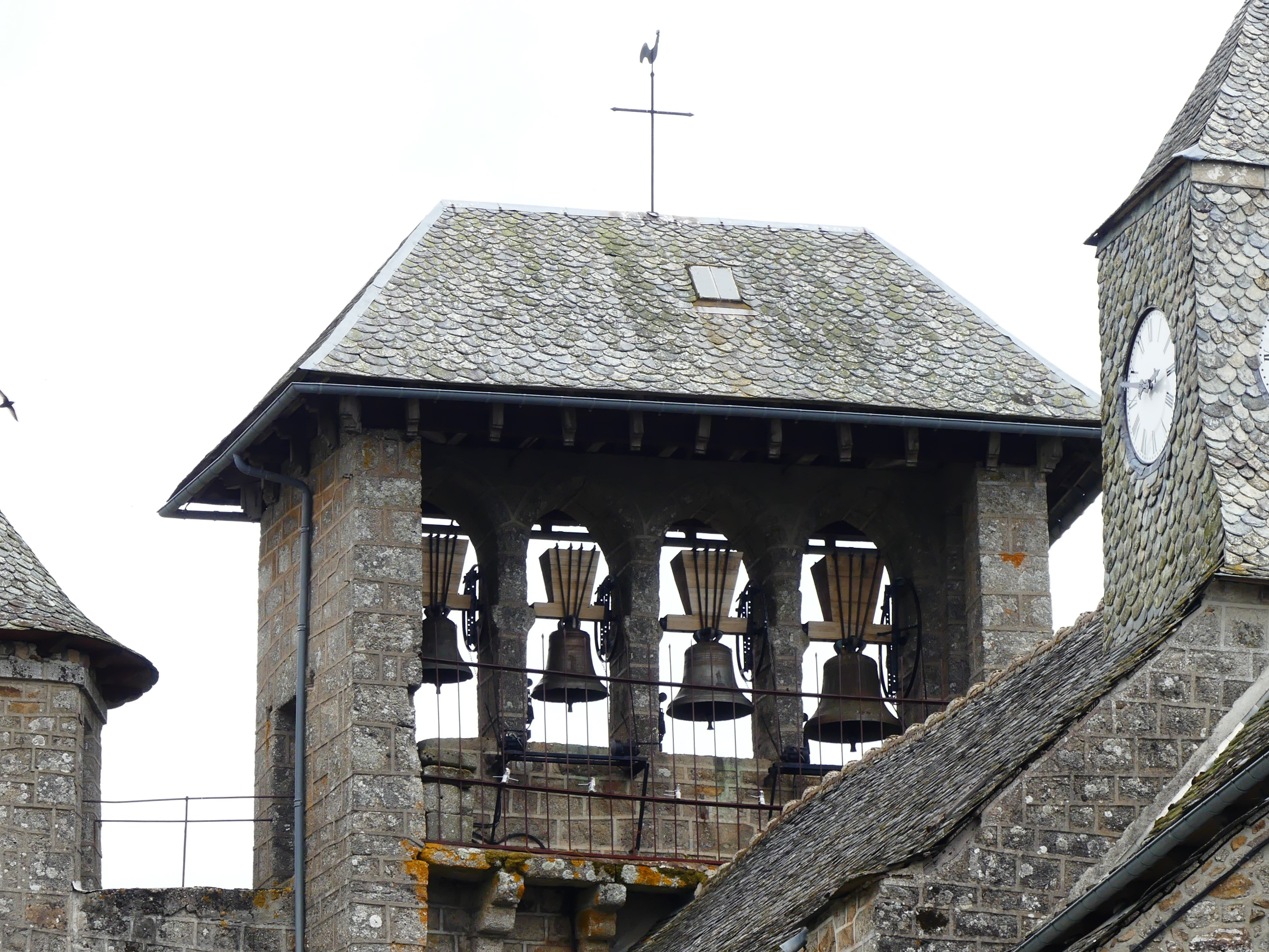
Son clocher-peigne.
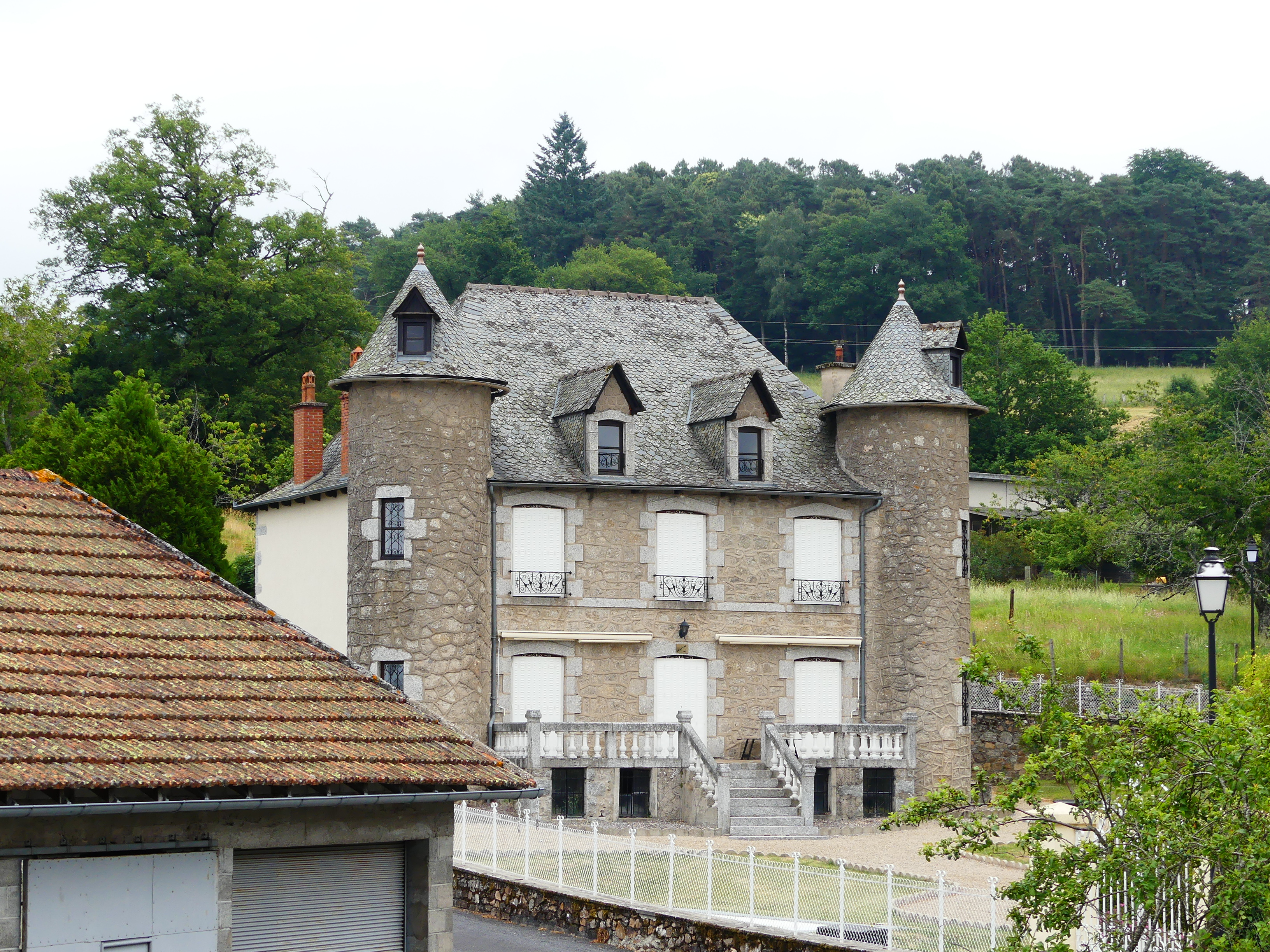
Manoir dans le bourg de Florentin.
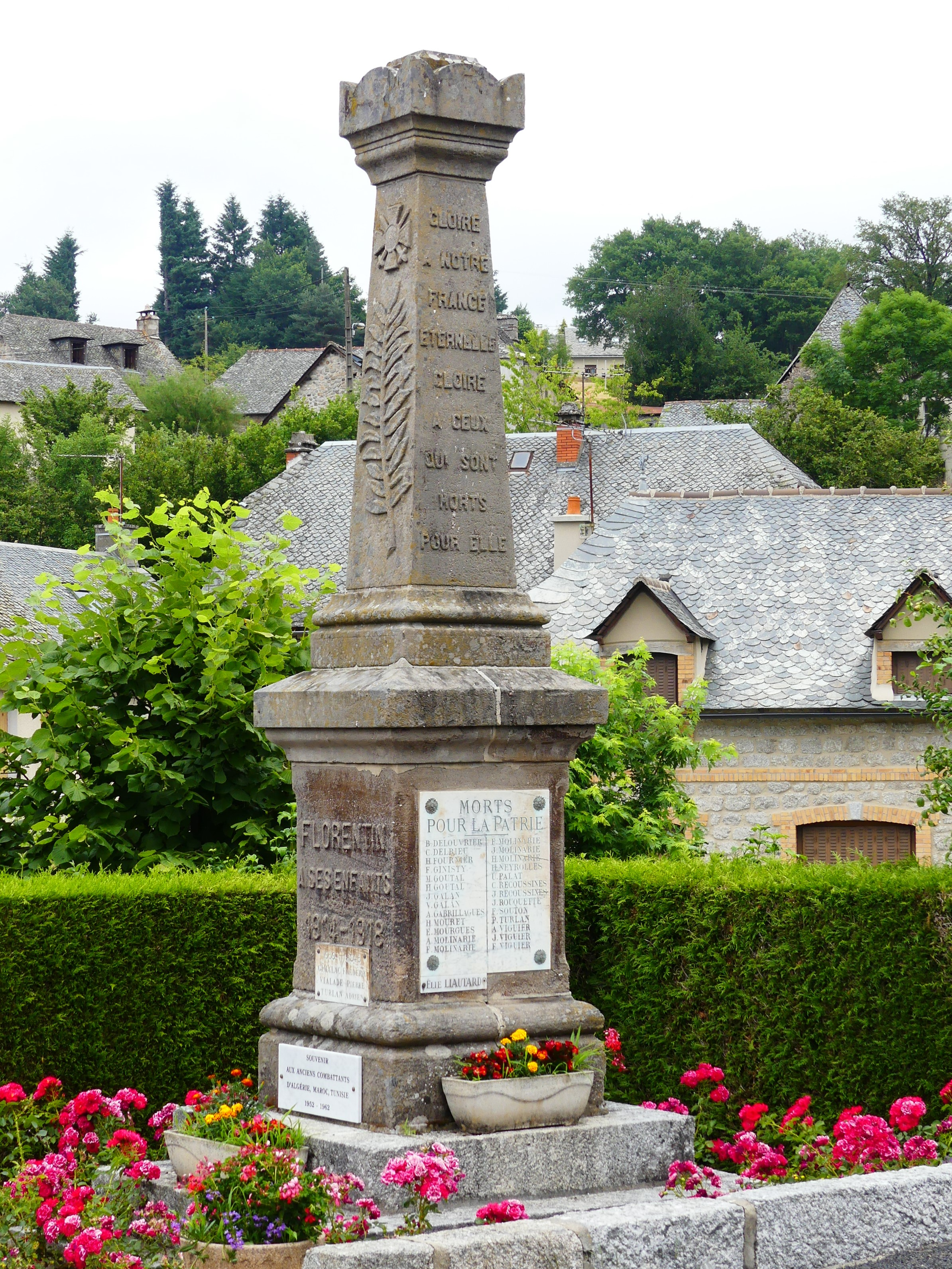
Le monument aux morts de Florentin.

### Personnalités liées à la commune
Le cinéaste Maurice Delbez possède une maison ancestrale à Montcausson. Depuis son enfance il y passe ses vacances.

### Héraldique
| Blason de Florentin-la-Capelle | Blason  | Parti de gueules au gril d'or posé en pal le manche en bas et d’azur à deux clefs d’argent passées en sautoir. |
| Blason de Florentin-la-Capelle | Détails | Le gril est le symbole représentant saint Laurent ; les deux clefs sont le symbole représentant saint Pierre. Ces deux symboles représentent les saints patrons des deux églises du village. Le statut officiel du blason reste à déterminer. |